# Ottorino de Fiore di Cropani
Barão Ottorino de Fiore di Cropani (Maida, 1890 – Catânia, 1953) foi um geólogo e vulcanólogo italiano. Foi professor visitante no Brasil, na ocasião da fundação da Universidade de São Paulo (USP) para estabelecer um núcleo de pesquisas básicas em Ciências da Terra na universidade, tendo permanecido no país entre os anos de 1937 a 1942.

## Biografia
Ottorino nasceu em Maida, na região da Calábria, em 1890. Era filho do barão Carlo de Fiore de Cropani e sua prima Adele de Fiore. Era meio irmão de Orazio Condorelli e Luigi Condorelli. Ottorino formou-se em história natural e passou a se dedicar à geologia e à vulcanologia, tanto que estudou o vulcão Etna e suas erupções de 1908 a 1923.
Em 1865, apoiou o projeto de Orazio Silvestri de construir o observatório vulcanológico do Etna, alojado ao lado do observatório astronômico, em 1879. Quando Silvestri morreu, em 1890, a cadeira de Vulcanologia da Universidade da Catânia foi extinta e Ottorino foi um dos signatários de uma petição por sua restauração. Em 1919 a cadeira foi atribuída a Gaetano Ponte.
Após a Primeira Guerra Mundial, Ottorino reorganizou a coleção de paleontologia da universidade, começando com aquelas feitas pelo Barão Bonaventura Gravina e do Signor Viglino. Esse trabalho pioneiro levou ao Museu de Paleontologia da Universidade da Catânia. Fez importantes trabalhos no relevo da Ilha de Lachea, na costa de Sicília e na necrópole de Pantalica.

## USP
Por ocasião da fundação da Universidade de São Paulo (USP), os idealizadores buscaram apoio em universidades da Europa para trazer professores estrangeiros a fim de organizar núcleos de pesquisa e centros de formação de profissionais. Ottorino estava na missão italiana que ajudou a fundar o curso de História Natural da universidade, que chegou ao Brasil em 1934. Era pai de Ottaviano de Fiore, nascido em Nápoles, em 1931.
Junto do mineralogista Ettore Onorato, ambos começaram a dar aulas no curso de história natural da recém fundada universidade. Em 1937, foram instituídos, a partir da cadeira inicial, os departamentos de Mineralogia e Petrografia e de Geologia e Paleontologia. Com o apoio do engenheiro de minas, Luciano Jacques de Moraes, do paleontólogo norte-americano Kenneth Caster, e do geocientista alemão Viktor Leinz, Ottorino chefiou o departamento nos anos seguintes.
Alguns dos mais iminentes cientistas brasileiros na área das ciências da Terra tiveram formação com Ottorino, como Josué Camargo Mendes, Setembrino Petri, Sérgio Estanislau do Amaral e Evaristo Ribeiro Filho.
A missão italiana no Brasil terminou com a eclosão da Segunda Guerra Mundial, onde a Itália reconvocou todos eles para voltarem para casa. Ottorino ficou doente na época e não retornou.

## Morte
Ottorino retornou à Itália em 1950 para assumir o cargo de direção do Instituto de Vulcanologia da Universidade da Catânia. Ele permaneceu por lá até a sua morte, aos 63 anos, em 1953.

## Homenagem
Dois cones vulcânicos formados em 1974 no território de Adrano, no Monte Etna, levam seu nome: Monti de Fiore.
A jibóia Cropani (Corallus cropanii) é em sua homenagem.